# Ludovisi-sarcofaag

De Ludovisi-sarcofaag (Palazzo Altemps, Rome)

De Ludovisi-sarcofaag is een oude Romeinse sarcofaag die dateert van rond 250-260 AD. De sarcofaag werd gevonden in een graf in de buurt van de Porta Tiburtina. Het kunstwerk is daarom ook bekend als de "Via Tiburtina sarcofaag", hoewel daar ook andere sarcofagen zijn gevonden. De Ludovisi-sarcophaag is bekend om zijn dichtbevolkte, anti- klassieke compositie van "kronkelende en zeer emotionele" Romeinen en Goten. Dergelijke gevechtsscènes waren geliefd in de Romeinse kunst tijdens de crisis van de derde eeuw. Het rijk werd door tal van vijanden aangevallen, onder hen waren ook de Gothen.  Het graf met de sarcofaag werd in 1621 ontdekten en genoemd naar de eerste moderne eigenaar, kardinaal Ludovico Ludovisi. Sinds de veiling van de Boncampagni-Ludovisi-collectie in 1901 wordt de sarcofaag getoond in het Palazzo Altemps in Rome.
De sarcofaag is een van een groep van ongeveer vijfentwintig laat-Romeinse sarcofagen met afbeeldingen van veldslagen. De anderen zijn allemaal tussen 170 en 210 in Rome of in sommige gevallen Athene vervaardigd. De stijl is verwant aan de decoratie van het grote altaar in Pergamon in Klein-Azië. De meeste sarcofagen tonen overwinningen op de Galliërs en zij werden vermoedelijk in opdracht van militaire commandanten gemaakt. 
Het is niet bekend wie indertijd in de -lege- sarcofaag werd begraven.